# Eridolius rufonotatus
Eridolius rufonotatus là một loài tò vò trong họ Ichneumonidae.